# Kostel svatého Havla (Rasochy)
Kostel svatého Havla je raně barokní vesnický kostel, vybudovaný roku 1680 ve vesnici Rasochy, která je součástí Uhlířské Lhoty. Investorem stavby byl František Oldřich Kinský, tehdejší majitel panství Chlumec nad Cidlinou.

## Historie
Kostel je prvně zmiňován v roce 1354 jako gotický, pod rožmberskou patronací. Stávající raně barokní kostel byl vystavěn nákladem Františka Oldřicha Kinského v roce 1680. V 60. letech 20. století byl kostel zasažen požárem. Kostel byl v roce 1987 uveden v seznamu kulturních památek. V letech 2005–2007 pak proběhla kompletní rekonstrukce kostela.

## Architektura
Stavební dispozice je typická pro vesnické kostely chlumeckého panství. Jedná se o jednolodní bezvěžovou stavbu s plochostropou lodí a křížově sklenutým presbytářem. Západnímu průčelí vévodí štít rozdělený vodorovnou římsou na dvě úrovně: první úroveň má zvlněné okraje, druhá je trojúhelníková. Před průčelí byla později přistavěna prostá předsíň, do severovýchodního koutu mezi lodí a presbytářem pak obdélníková sakristie. Střecha lodi je sedlová se sanktusníkem, střecha presbytáře valbová.
S kostelem těsně sousedí fara z 19. století.

## Interiér
Interiér kostela je velmi prostý. Na západní straně je dřevěná kruchta. Presbytář i sakristie jsou zaklenuty křížovou klenbou, strop lodi je plochý. Na stropě je vymalován obraz svaté Terezy v emblému kříže. Obraz provedl malíř pan Věříš z Uhlířské Lhoty.
Vybavení interiéru výrazně ochudily krádeže v 90. letech 20. století. Zcizeny byly oltáře Panny Marie a svatého Josefa z doby kolem roku 1721, zřejmě od Františka Martina Katterbauera, a také a sochy andělů z hlavního oltáře od téhož autora. V kostele je umístěn rozvilinový oltář z doby kolem roku 1710 rovněž od Františka Martina Katterbauera s novějším obrazem svatého Havla z roku 1898 v hlavní části oltáře a kopií barokního obrazu svaté Máří Magdaleny z doby kolem roku 1710 v nástavci oltáře (originál obrazu je po krádežích nezvěstný).
V sanktusníku jsou umístěny dva zvony: starší nefunkční z roku 1705 a novější, ulitý v roce 2007 ve zvonařské dílně paní Ditrichové-Vránové v Brodku u Přerova.

## Zvonice
Kostel doprovázela dřevěná zvonice, jak je u vesnických kostelů chlumeckého panství typické. Jednalo se o stavbu hranolového tvaru, umístěnou v ohradní zdi hřbitova obklopujícího kostel. Koncem 60. let 20. století zvonice shořela při požáru vzniklém při vypalování trávy a ohni podlehl i zvon z roku 1560. Torzo zvonu je uchováno v interiéru kostela a je zde k vidění i ohořelý trám kostela.

## Galerie

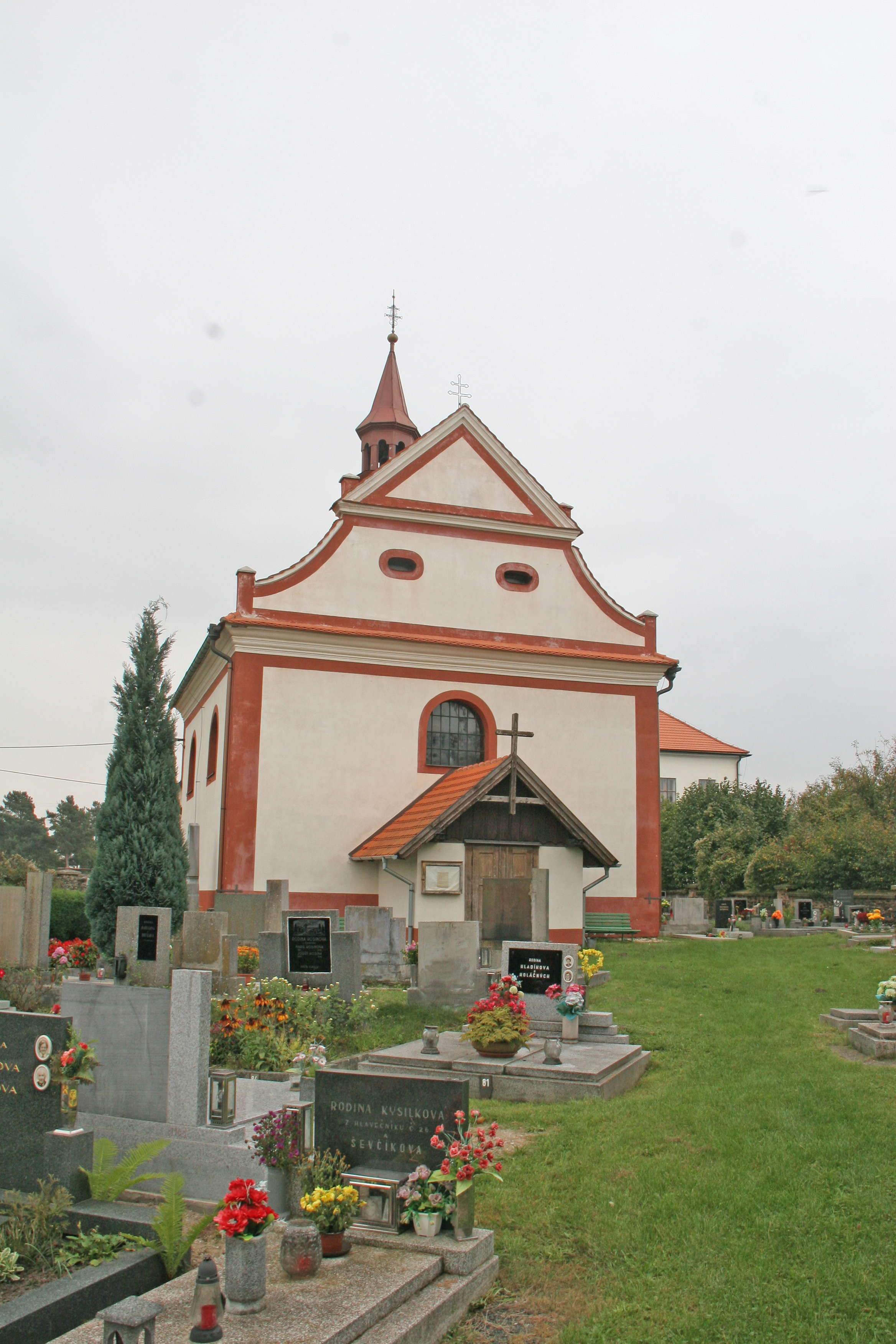
Pohled na renesanční štít
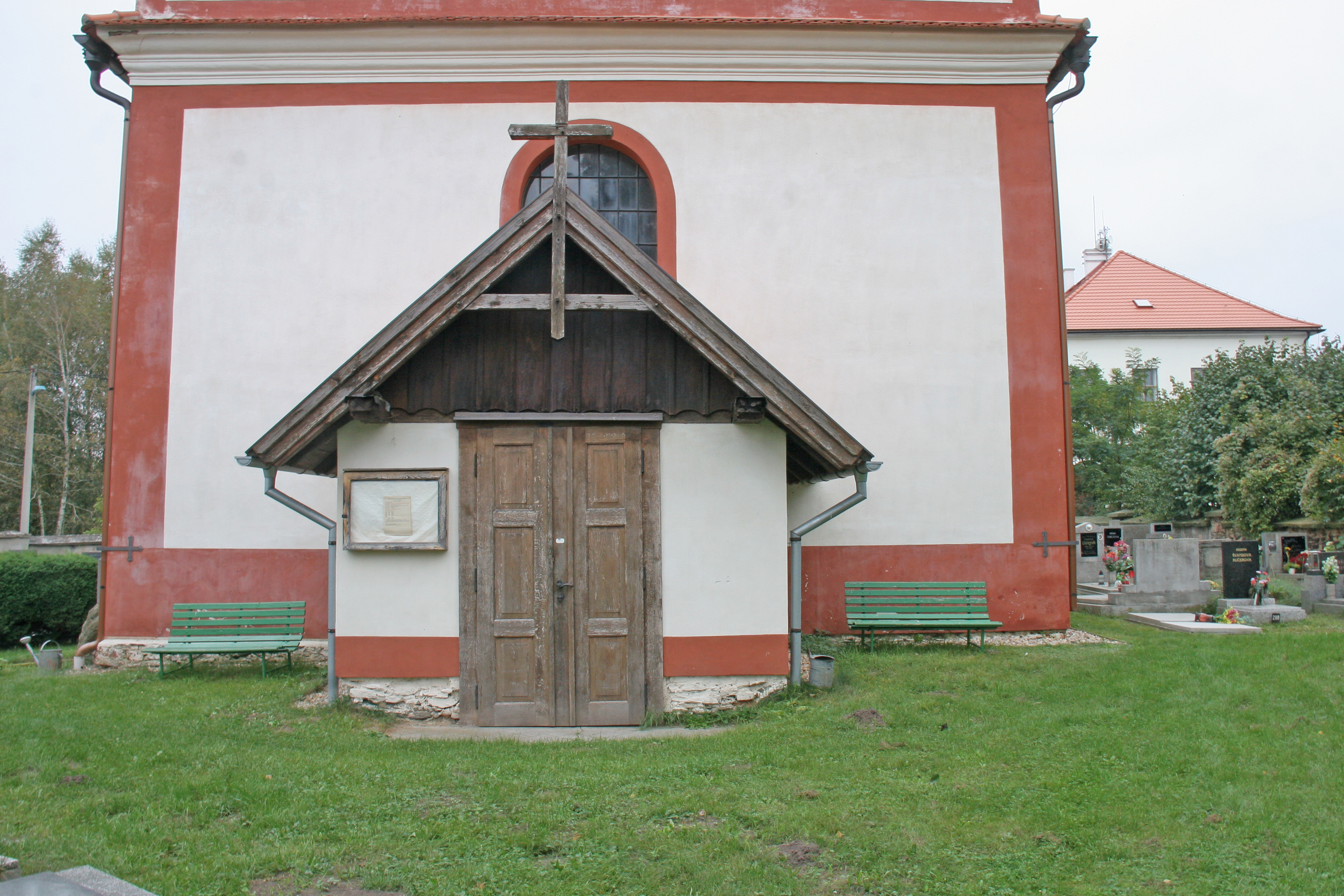
Detail předsíně před vstupem
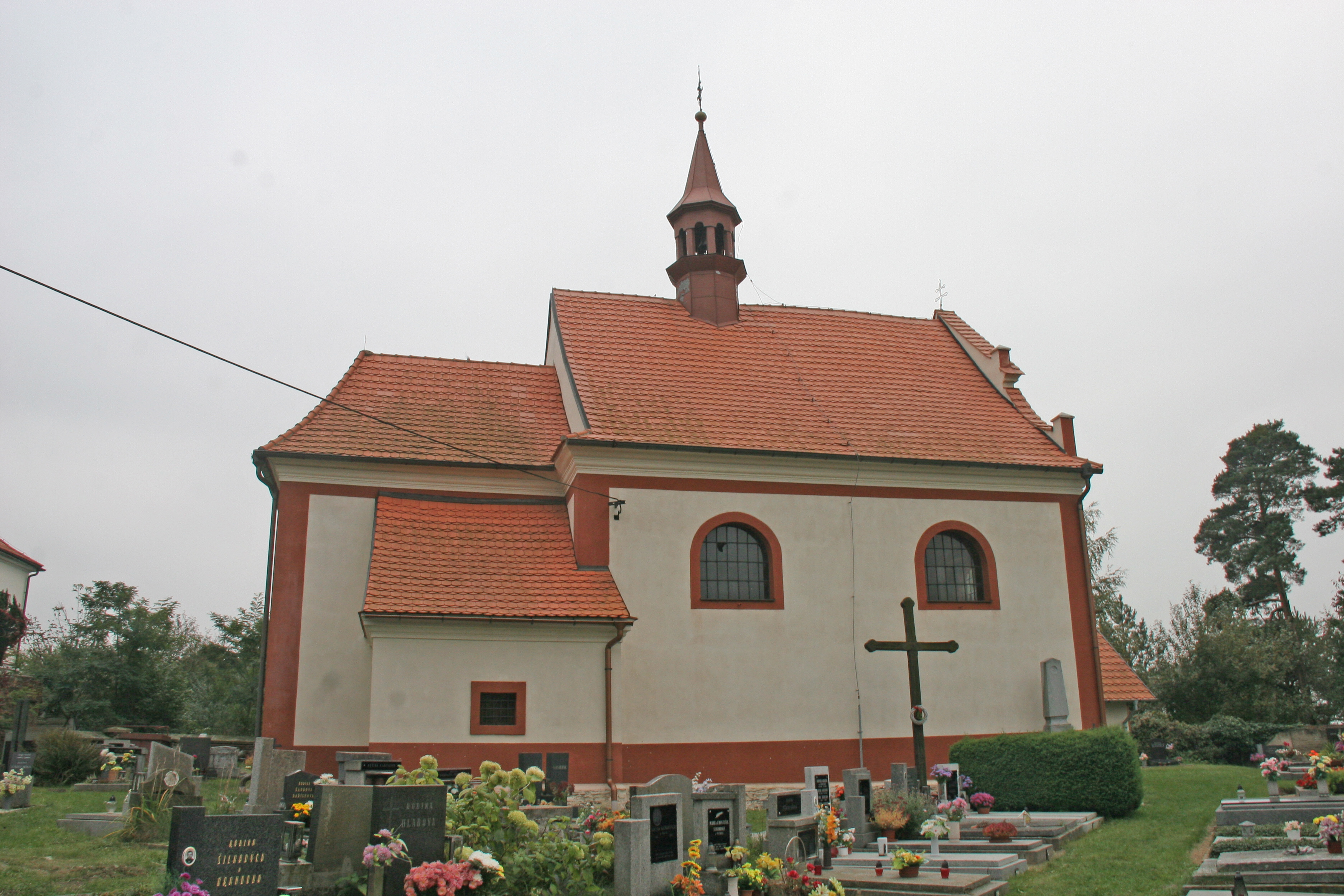
Pohled na přistavěnou sakristii